# João Pereira
João Pedro da Silva Pereira (n. 25 februarie 1984, Lisabona, Portugalia) este un fotbalist portughez retras din activitate, care a jucat pe post de fundaș lateral la echipe ca Sporting, Trabzonspor și S.L. Benfica B⁠(d). Pe plan internațional, are prezențe la națională pentru Portugalia U16⁠(d), Portugalia U18⁠(d), Portugalia U19⁠(d), Portugalia U21⁠(d), Portugalia B⁠(d) și Portugalia. După încheierea carierei, a devenit antrenor, și antrenează în prezent pe Sporting Clube de Portugal.

## Palmares
Benfica
- Primeira Liga: 2004–05
- Taça de Portugal: 2003–04

Finalist: 2004–05
- Supertaça Cândido de Oliveira: 2005

Braga
- Cupa UEFA Intertoto: 2008